# Черниговский профессиональный колледж транспорта и компьютерных технологий
Черниговский профессиональный колледж транспорта и компьютерных технологий — обособленное структурное подразделение национального университета «Черниговская политехника» и учебное заведение в городе Чернигов.

## История
1 сентября 1967 года был создан «Черниговский филиал Киевского радиомеханического техникума». 
2 декабря 1974 года Черниговский филиал был реорганизован в самостоятельное учебное заведение «Черниговский радиомеханический техникум» с вечерней формой обучения. С 1 сентября 1978 года началась подготовка специалистов также и на дневном отделении по специальностям обработка металлов резкой и производство микроэлектронных приборов. 
В феврале 2009 года техникум был снят с баланса Черниговского завода радиоприборов и передан в собственность министерства образования Украины.
В 2012 году «Черниговский радиомеханический техникум» переименован на «Черниговский техникум транспорта и компьютерных технологий».
В 2014 году «Черниговский техникум транспорта и компьютерных технологий» был присоединён к «Черниговскому государственному технологическому университету» как структурное подразделение со статусом колледж под названием «колледж транспорта и компьютерных технологий ЧНТУ». В 2020 году «колледж транспорта и компьютерных технологий ЧНТУ» переименован на «профессиональный колледж транспорта и компьютерных технологий национального университета «Черниговская политехника»», согласно приказу ректора национального университета «Черниговская политехника» № 3 от 14 июля 2020 года.

## Описание
Выпускникам заведения присваивается образовательно-профессиональная степень профессионального младшего бакалавра. 
В колледже готовят специалистов по специальностям:
- Автомобильный транспорт (обучение осуществляется по образовательно-профессиональной программе «Обслуживание и ремонт автомобилей и двигателей», форма обучения: дневная и заочная)
- Экономика («Экономика предприятия», форма обучения: дневная)
- Электроэнергетика, электротехника и электромеханика («Обслуживание и ремонт электрооборудования автомобилей и тракторов», форма обучения: дневная)
- Компьютерная инженерия («Обслуживание компьютерных систем и сетей», форма обучения: дневная и заочная)
- Компьютерные науки («Обслуживание программных систем и комплексов», форма обучения: дневная)
- Транспортные технологии («Организация перевозок и управления на автомобильном транспорте», форма обучения: дневная)